# Stanisław z Miąsowej
Stanisław z Miąsowej herbu Gryf (później Stanisław Miąsowski, ur. przed 1424 rokiem w Miąsowej, zm. po 1451 roku) – rycerz, dziedzic majątku w Miąsowej.
W 1428 roku kasztelan sądecki – Krystyn Młodszy herbu Lis upoważnił Stanisława do włodarzenia jego majątku w Giebułtowie do 1429.
W 1442 roku rycerz z powiatu chęcińskiego zastawił Pawłowi Beskiemu z Marcinowic swoją część wsi Brzeście za 30 grzywien.
W 1443 prowadził spór sądowy z Katarzyną Oleśnicką, wdową po Krystynie Młodszym, która miała dobra w Giebułtowie w zastawie od 1439 roku. Sprzedał także, podpisany już jako Stanisław Miąsowski, resztę swojego majątku w Brześciu Jakubowi ze Zdanowic za 12 grzywien i konia wartego 4 grzywny. W źródłach występował w latach 1424–1451.